# Autorité du commandement national (Pakistan)
L'Autorité du commandement national est une administration du gouvernement pour réguler et superviser l'emploi, la formation, les exercices, le déploiement, la recherche et le développement de l'arsenal nucléaire pakistanais.

## Description
Elle fut créée en 2000 en tant que successeur du Commandement Stratégique de l'Armée de l'Air, qui a été créée en 1983.
L'ACN est chargée des opérations spatiales, des centres d'opérations, de la défense balistique, du commandement interne et externe, de la surveillance, et des armes de destruction de masse. L'ACN supervise les opérations de l'Armée du Pakistan et de la flotte marine, avec leurs bases. L'unification du commandement des divers organismes de l'armée a été créée dans le but de donner au premier ministre une puissance de commandement et de stratégie pour diverses menaces (militaire, nucléaire, chimique, biochimique, conventionnelle et cyber technique) et pouvoir y faire face le plus vite possible.

## Structure de l'administration
L'ANC se compose des neuf membres, qui sont les suivants :
| Fonctionnaires d'office                                | Désignation                                             | Officiel                                     | Remarques                                      |
| ------------------------------------------------------ | ------------------------------------------------------- | -------------------------------------------- | ---------------------------------------------- |
| Premier ministre du Pakistan                           | Président                                               | Shehbaz Charif                               | Président, ANC                                 |
| Ministre des affaires étrangères du Pakistan           | Officiers                                               | Bilawal Bhutto Zardari                       |                                                |
| Ministre de l'intérieur du Pakistan                    | Officiers                                               | Rana Sanaullah                               |                                                |
| Ministre des Finances du Pakistan                      | Officiers                                               | Miftah Ismaïl                                |                                                |
| Ministre de la Défense du Pakistan                     | Officiers                                               | Khawaja Mohammed Asif                        |                                                |
| Ministre de la production de défense du Pakistan       | Officiers                                               | Muhammad Israr Tarin                         |                                                |
|                                                        | Leadership militaire et représentations                 |                                              |                                                |
| Officiers 4 étoiles                                    | Service interne                                         |                                              | Remarques                                      |
| Président du Comité des chefs d'état-major interarmées | QG d'état-major interarmées                             | Général Sahir Shamshad Mirza                 | Conseiller militaire principal du gouvernement |
| Chef d'état-major de l'armée                           | Armée                                                   | Général Asim Munir                           |                                                |
| Chef d'état-major de la marine                         | Marine                                                  | Amiral Amjad Khan Niazi                      |                                                |
| Chef d'état-major de l'air                             | Aviation                                                | Maréchal en chef de l'air Zaheer Ahmed Babur |                                                |
|                                                        | Direction et représentations du SPD et du renseignement |                                              |                                                |
| Général trois étoiles                                  | Interservices                                           |                                              | Remarques                                      |
| Directeur général Division des plans stratégiques      | SPD                                                     | Lieutenant-général Yusuf Jamal               | Secrétaire, ANC                                |
| Directeur général de l'ISI                             | ISI                                                     | Lieutenant-général Nadeem Anjum              | Conseiller du renseignement                    |

## Commandes
Les directives de l'ACN doivent être opérationnalisées par :
- Division des plans stratégiques ;
  - Commandement des forces stratégiques de l'armée ;
  - Commandement des forces stratégiques navales ;
  - Commandement stratégique de l'armée de l'air.